# Anjoutey
Anjoutey là một xã của tỉnh Territoire de Belfort, thuộc vùng Bourgogne-Franche-Comté, đông bắc Pháp.